# Leonardo Argüello Barreto
Leonardo Argüello Barreto (29 sierpnia 1875, zm. 15 grudnia 1947) – nikaraguański polityk, pisarz i dyplomata, prezydent Nikaragui w maju 1947.
Jego kuzynka, María Argüello Manning, była żoną nikaraguańskiego prezydenta Juana Bautisty Sacasy, w którego rządzie sprawował urzędy ministerialne.

## Działalność
Urodził się w León, gdzie pracował jako lekarz. W 1912 wstąpił do Partii Liberalnej, a następnie wziął udział w wojnie konstytucjonalnej w 1926. Sprawował funkcję przewodniczącego Kongresu Narodowego, ministra edukacji publicznej, spraw wewnętrznych i zagranicznych. W 1936 kandydował o urząd prezydenta, przegrał jednak z generałem Gwardii Narodowej Anastasio Somozą Garcią.
W 1947 Somoza (wówczas już dyktator) namówił swoją centroprawicową Nacjonalistyczną Partię Liberalną, by z jej ramienia Arguello wystartował w kolejnych wyborach, oczekiwał bowiem, że dzięki podeszłemu wiekowi Arguello będzie miał okazję do zachowania nieograniczonej władzy. Na skutek manipulacji podwładnych Somozy wybory z 2 lutego 1947 przyniosły zwycięstwo Arguello, ten jednak podjął próbę prowadzenia nie tylko niezależnej od dyktatora, ale także skierowanej przeciwko niemu polityki. O swoich planach poinformował Stany Zjednoczone, spotykając się z poparciem, a następnie usunął stronników Somozy ze służby publicznej i z ważnych stanowisk państwowych. Trzy tygodnie od elekcji prezydenta Somoza zorganizował zamach stanu: w pałacu prezydenckim odcięto linie telefoniczne, rankiem zaś Gwardia Narodowa wykonała nalot. Na oficerów Arguello nałożono areszt domowy, on sam natomiast schronił się w ambasadzie meksykańskiej.
Po prawie dobie od jego obalenia Somoza wyjaśnił przyczynę zamachu jako próbę wprowadzenia przez Arguello dyktatury. Kongres mianował tymczasowym prezydentem Benjamina Lacayo Sacasę.